# 大穆王后
大穆王后 皇甫氏（たいぼくおうこう こうほし/テモクワンフ ファンボシ、대목왕후 황보씨　生没年未詳）は、第4代高麗王である光宗の異母妹かつ妃で、第5代王 景宗の母。。

## 家族関係
- 父兼義父：太祖
- 母: 神静王后 皇甫氏　太祖の第4王妃
- 同母兄：王旭
- 義母：神明順成王后劉氏　父太祖の第3王妃で夫 光宗の実母。
- 異母兄：定宗　第3代王。
- 夫：光宗
- 長男：景宗

以下、景宗の妻達は全て姪に当たる。
- 嫁：獻肅王后 金氏　(新羅最後の王敬順王と楽浪公主(太祖と神明順成王后の娘)
- 嫁：獻懿王后 劉氏 (文元大王(太祖と神明順成王后の息子) と文恵王后柳氏(太祖と第6王妃 貞徳王后柳氏の娘)の娘)
- 嫁：獻哀王后 皇甫氏(戴宗と宣義王后柳氏(太祖と第6王妃 貞徳王后柳氏の娘)の長女)
- 嫁：獻貞王后 皇甫氏(戴宗と宣義王后柳氏の次女)
- 嫁：大明宮夫人 柳氏(元莊太子(太祖と貞徳王后柳氏の息子）と興芳宮主(太祖と神明順成王后の娘)の娘)
  - 孫：穆宗　母は獻哀王后。第7代王。

- 次男：孝和太子　早世。子孫無し。

- 長女：千秋殿夫人
- 婿：千秋殿君 甥でもある。(文元大王と文恵王后柳氏の長男)

- 次女：寶華宮夫人　婚姻の有無不詳。

- 三女：文徳王后劉氏　高麗王史上で初めて再婚により王妃となった女性。
- 婿：弘徳院王圭　甥でもある(寿命太子(太祖と獻穆大夫人平氏の息子)の息子)
- 婿：成宗　第6代王。甥でもある(戴宗と宣義王后柳氏の次男)
  - 孫娘：宣正王后劉氏　父は弘徳院王圭。穆宗の王妃。

## 大穆王后が登場した作品
- 『光宗大王 〜帝国の朝〜』（KBS、2002年-2003年、演:チョン・ヘジン）
- 『千秋太后』（KBS、2009年、演:イ・ヨンア）
- 『輝くか、狂うか』（MBC、2015年、演:イ・ハニ）
- 『麗〜花萌ゆる8人の皇子たち〜』（SBS、2016年、演:カン・ハンナ）